# Saint-Germain-en-Coglès
Saint-Germain-en-Coglès è un comune francese di 2 109 abitanti situato nel dipartimento dell'Ille-et-Vilaine nella regione della Bretagna.
Il comune condivide con Romagné le sorgenti del fiume Minette.

## Società

### Evoluzione demografica
Abitanti censiti